# Neoscona theisi
Neoscona theisi är en spindelart som först beskrevs av Charles Athanase Walckenaer 1842.  Neoscona theisi ingår i släktet Neoscona och familjen hjulspindlar.

## Underarter
Arten delas in i följande underarter:
- N. t. carbonaria
- N. t. feisiana
- N. t. savesi
- N. t. theisiella
- N. t. triangulifera